# Tablica integrala
Integriranje je jedna od dvije najosnovnije operacije infinitezimalnog računa. Dočim deriviranje ima jednostavna pravila kojima se može iznaći derivacija složene funkcije diferenciranjem jednostavnijih komponentnih funkcija, integriranje se ne može ostvariti na taj način, te su stoga tablice poznatih integrala često korisne.
Ova stranica popisuje neke od čestih antiderivacija - potpuniji se popis može pronaći u popisu integrala.
Koristi se oznaka C za proizvoljnu konstantu integracije koja se može odrediti ako se zna nešto o vrijednosti integrala na nekoj točki. Stoga svaka funkcija posjeduje beskonačan broj antiderivacija.
Ove formule samo u drugom obliku iskazuju tvrdnje u tablici derivacija.

## Pravila za integriranje općenitih funkcija
{\displaystyle \int af(x)\,dx=a\int f(x)\,dx\qquad {\mbox{(}}a{\mbox{ konstanta)}}\,\!}
{\displaystyle \int [f(x)+g(x)]\,dx=\int f(x)\,dx+\int g(x)\,dx}
{\displaystyle \int f(x)g(x)\,dx=f(x)\int g(x)\,dx-\int \left[f'(x)\left(\int g(x)\,dx\right)\right]\,dx}
{\displaystyle \int [f(x)]^{n}f'(x)\,dx={[f(x)]^{n+1} \over n+1}+C\qquad {\mbox{(za }}n\neq -1{\mbox{)}}\,\!}
{\displaystyle \int {f'(x) \over f(x)}\,dx=\ln {\left|f(x)\right|}+C}
{\displaystyle \int {f'(x)f(x)}\,dx={1 \over 2}[f(x)]^{2}+C}

## Integrali jednostavnih funkcija

### Racionalne funkcije
više integrala: Popis integrala racionalnih funkcija
{\displaystyle \int \,{\rm {d}}x=x+C}
{\displaystyle \int x^{n}\,{\rm {d}}x={\frac {x^{n+1}}{n+1}}+C\qquad {\mbox{ ako }}n\neq -1}
{\displaystyle \int {dx \over x}=\ln {\left|x\right|}+C}
{\displaystyle \int {dx \over {a^{2}+x^{2}}}={1 \over a}\arctan {x \over a}+C}

### Iracionalne funkcije
više integrala: Popis integrala iracionalnih funkcija
{\displaystyle \int {dx \over {\sqrt {a^{2}-x^{2}}}}=\sin ^{-1}{x \over a}+C}
{\displaystyle \int {-dx \over {\sqrt {a^{2}-x^{2}}}}=\cos ^{-1}{x \over a}+C}
{\displaystyle \int {dx \over x{\sqrt {x^{2}-a^{2}}}}={1 \over a}\sec ^{-1}{|x| \over a}+C}

### Logaritmi
više integrala: Popis integrala logaritamskih funkcija
{\displaystyle \int \ln {x}\,dx=x\ln {x}-x+C}
{\displaystyle \int \log _{b}{x}\,dx=x\log _{b}{x}-x\log _{b}{e}+C}

### Eksponencijalne funkcije
više integrala: Popis integrala eksponencijalnih funkcija
{\displaystyle \int e^{x}\,dx=e^{x}+C}
{\displaystyle \int a^{x}\,dx={\frac {a^{x}}{\ln {a}}}+C}

### Trigonometrijske funkcije
više integrala: Popis integrala trigonometrijskih funkcija
{\displaystyle \int \sin {x}\,dx=-\cos {x}+C}
{\displaystyle \int \cos {x}\,dx=\sin {x}+C}
{\displaystyle \int \tan {x}\,dx=\ln {\left|\sec {x}\right|}+C}
{\displaystyle \int \cot {x}\,dx=-\ln {\left|\csc {x}\right|}+C}
{\displaystyle \int \sec {x}\,dx=\ln {\left|\sec {x}+\tan {x}\right|}+C}
{\displaystyle \int \csc {x}\,dx=-\ln {\left|\csc {x}+\cot {x}\right|}+C}
{\displaystyle \int \sec ^{2}x\,dx=\tan x+C}
{\displaystyle \int \csc ^{2}x\,dx=-\cot x+C}
{\displaystyle \int \sec {x}\,\tan {x}\,dx=\sec {x}+C}
{\displaystyle \int \csc {x}\,\cot {x}\,dx=-\csc {x}+C}
{\displaystyle \int \sin ^{2}x\,dx={\frac {1}{2}}(x-\sin x\cos x)+C}
{\displaystyle \int \cos ^{2}x\,dx={\frac {1}{2}}(x+\sin x\cos x)+C}
{\displaystyle \int \sec ^{3}x\,dx={\frac {1}{2}}\sec x\tan x+{\frac {1}{2}}\ln |\sec x+\tan x|+C}
{\displaystyle \int \sin ^{n}x\,dx=-{\frac {\sin ^{n-1}{x}\cos {x}}{n}}+{\frac {n-1}{n}}\int \sin ^{n-2}{x}\,dx}
{\displaystyle \int \cos ^{n}x\,dx={\frac {\cos ^{n-1}{x}\sin {x}}{n}}+{\frac {n-1}{n}}\int \cos ^{n-2}{x}\,dx}
{\displaystyle \int \arctan {x}\,dx=x\,\arctan {x}-{\frac {1}{2}}\ln {\left|1+x^{2}\right|}+C}

### Hiperbolne funkcije
više integrala: Popis integrala hiperbolnih funkcija
{\displaystyle \int \sinh x\,dx=\cosh x+C}
{\displaystyle \int \cosh x\,dx=\sinh x+C}
{\displaystyle \int \tanh x\,dx=\ln |\cosh x|+C}
{\displaystyle \int {\mbox{csch}}\,x\,dx=\ln \left|\tanh {x \over 2}\right|+C}
{\displaystyle \int {\mbox{sech}}\,x\,dx=\arctan(\sinh x)+C}
{\displaystyle \int \coth x\,dx=\ln |\sinh x|+C}
{\displaystyle \int {\mbox{sech}}^{2}x\,dx=\tanh x+C}

### Inverzne hiperbolne funkcije
{\displaystyle \int \operatorname {arcsinh} x\,dx=x\operatorname {arcsinh} x-{\sqrt {x^{2}+1}}+C}
{\displaystyle \int \operatorname {arccosh} x\,dx=x\operatorname {arccosh} x-{\sqrt {x^{2}-1}}+C}
{\displaystyle \int \operatorname {arctanh} x\,dx=x\operatorname {arctanh} x+{\frac {1}{2}}\log {(1-x^{2})}+C}
{\displaystyle \int \operatorname {arccsch} \,x\,dx=x\operatorname {arccsch} x+\log {\left[x\left({\sqrt {1+{\frac {1}{x^{2}}}}}+1\right)\right]}+C}
{\displaystyle \int \operatorname {arcsech} \,x\,dx=x\operatorname {arcsech} x-\arctan {\left({\frac {x}{x-1}}{\sqrt {\frac {1-x}{1+x}}}\right)}+C}
{\displaystyle \int \operatorname {arccoth} \,x\,dx=x\operatorname {arccoth} x+{\frac {1}{2}}\log {(x^{2}-1)}+C}

## Određeni integrali koji nemaju antiderivacije u obliku zatvorene formule
Postoje neke funkcije čije antiderivacije ne mogu biti izražene u zatvorenom obliku. Međutim, vrijednosti određenih integrala nekih od ovih funkcija nad nekim uobičajenim intervalima mogu biti izračunate. Nekolicina korisnih integrala je dana dolje.
{\displaystyle \int _{0}^{\infty }{{\sqrt {x}}\,e^{-x}\,dx}={\frac {1}{2}}{\sqrt {\pi }}}  (vidjeti također gama funkcija)
{\displaystyle \int _{0}^{\infty }{e^{-x^{2}}\,dx}={\frac {1}{2}}{\sqrt {\pi }}}  (Gaussov integral)
{\displaystyle \int _{0}^{\infty }{{\frac {x}{e^{x}-1}}\,dx}={\frac {\pi ^{2}}{6}}}  (vidjeti također Bernoullijev broj)
{\displaystyle \int _{0}^{\infty }{{\frac {x^{3}}{e^{x}-1}}\,dx}={\frac {\pi ^{4}}{15}}}
{\displaystyle \int _{0}^{\infty }{\frac {\sin(x)}{x}}\,dx={\frac {\pi }{2}}}
{\displaystyle \int _{0}^{\frac {\pi }{2}}\sin ^{n}{x}\,dx=\int _{0}^{\frac {\pi }{2}}\cos ^{n}{x}\,dx={\frac {1\cdot 3\cdot 5\cdot \cdots \cdot (n-1)}{2\cdot 4\cdot 6\cdot \cdots \cdot n}}{\frac {\pi }{2}}} (ako je n parni cijeli broj i {\displaystyle \scriptstyle {n\geq 2}})
{\displaystyle \int _{0}^{\frac {\pi }{2}}\sin ^{n}{x}\,dx=\int _{0}^{\frac {\pi }{2}}\cos ^{n}{x}\,dx={\frac {2\cdot 4\cdot 6\cdot \cdots \cdot (n-1)}{3\cdot 5\cdot 7\cdot \cdots \cdot n}}} (ako je {\displaystyle \scriptstyle {n}} neparni cijeli broj i {\displaystyle \scriptstyle {n\geq 3}})
{\displaystyle \int _{0}^{\infty }{\frac {\sin ^{2}{x}}{x^{2}}}\,dx={\frac {\pi }{2}}}
{\displaystyle \int _{0}^{\infty }x^{z-1}\,e^{-x}\,dx=\Gamma (z)}  (pri čemu je {\displaystyle \Gamma (z)} gama funkcija)
{\displaystyle \int _{-\infty }^{\infty }e^{-(ax^{2}+bx+c)}\,dx={\sqrt {\frac {\pi }{a}}}\exp \left[{\frac {b^{2}-4ac}{4a}}\right]}  (pri čemu je {\displaystyle \exp[u]} eksponencijalna funkcija {\displaystyle e^{u}}.)
{\displaystyle \int _{0}^{2\pi }e^{x\cos \theta }d\theta =2\pi I_{0}(x)}  (pri čemu je {\displaystyle I_{0}(x)} modificirana Besselova funkcija prve vrste)
{\displaystyle \int _{0}^{2\pi }e^{x\cos \theta +y\sin \theta }d\theta =2\pi I_{0}{\sqrt {x^{2}+y^{2}}}}
{\displaystyle \int _{-\infty }^{\infty }{(1+x^{2}/\nu )^{-(\nu +1)/2}dx}={\frac {{\sqrt {\nu \pi }}\ \Gamma (\nu /2)}{\Gamma ((\nu +1)/2))}}\,} ({\displaystyle \nu >0\,}, ovo je povezano s funkcijom gustoće vjerojatnosti Studentove t-raspodjele)
Metoda iscrpljivanja pruža formulu za opći slučaj kada ne postoji antiderivacija:
{\displaystyle \int _{a}^{b}{f(x)\,dx}=(b-a)\sum \limits _{n=1}^{\infty }{\sum \limits _{m=1}^{2^{n}-1}{\left({-1}\right)^{m+1}}}2^{-n}f(a+m\left({b-a}\right)2^{-n})}

### "Sofomorov san"
{\displaystyle {\begin{aligned}\int _{0}^{1}x^{-x}\,dx&=\sum _{n=1}^{\infty }n^{-n}&&(=1.291285997\dots )\\\int _{0}^{1}x^{x}\,dx&=\sum _{n=1}^{\infty }-(-1)^{n}n^{-n}&&(=0.783430510712\dots )\end{aligned}}}
(prišiveno Johannu Bernoulliju; vidjeti sofomorov san).